# Вербицкий, Вацлав
Вацлав Вербицкий (пол. Wacław Wierzbicki; лит. Vaclovas Virbickis; ? — август 1555) — польский католический религиозный деятель, епископ Жемайтийский (1534—1555), королевский секретарь, виленский каноник.
Шляхтич герба Радван. Литовского происхождения. Получив хорошее гуманитарное образование, служил в канцелярии короля Сигизмунда I — ему было поручено написание сочинений на латыни. Позже служил каноником Виленского капитула. Был членом хозяйственного совета ВКЛ.
В 1534 году стал епископом Самогитского диоцеза. Назначенный епископом Жемайтийским, основал несколько новых приходов, построил четыре костёла, заботился о развитии епархии. В Варняе в новом деревянном соборе (1551 г.) были устроены алтари, украшенные деревянными скульптурами. В соборе находились картины святых, привезенные из Голландии, и портреты Жемайтийских епископов.